# قرار مجلس الأمن التابع للأمم المتحدة رقم 2024
قرار مجلس الأمن التابع للأمم المتحدة رقم 2024، المتخذ بالإجماع في 14 ديسمبر 2011م.

## القرار
إدراكًا للحاجة الملحة لأن يشرع السودان وجنوب السودان في عملية تطبيع الحدود وأن الوضع في تلك المنطقة يشكل تهديدًا للسلام والأمن الدوليين، قرر مجلس الأمن توسيع ولاية قوة الأمم المتحدة الأمنية المؤقتة لأبيي لإدراج المساعدة في تلك العملية، بما في ذلك دعم تطوير آليات إدارة ثنائية فعالة وتيسير الاتصال وبناء الثقة المتبادلة.
باعتماد القرار 2024 (2011) بالإجماع، حث المجلس السودان وجنوب السودان على التنفيذ الكامل لالتزاماتهما بموجب اتفاقات 29 حزيران/يونيه والتي تتعلق بإنشاء منطقة حدودية آمنة منزوعة السلاح و 30 تموز/يوليه، المتعلق بإنشاء منطقة مشتركة للتحقق من الحدود وآلية الرصد وحث تلك الحكومات على التعاون الكامل مع بعضها البعض وتقديم الدعم الكامل للقوة الأمنية المؤقتة لأبيي، لتمكينها من تنفيذ ولايتها.
كما دعا المجلس جميع الدول الأعضاء ولا سيما السودان وجنوب السودان، إلى ضمان الانتقال الحر والسريع ودون عوائق من أبيي وإليها وعبر المنطقة الآمنة المنزوعة السلاح لجميع الأفراد والمعدات والمؤن والإمدادات وغيرها من السلع، بما في ذلك المركبات والطائرات وقطع الغيار للاستخدام الرسمي والحصري للبعثة. وستساعد القوة الأمنية المؤقتة أيضا الطرفين في ضمان التقيد داخل المنطقة الحدودية الآمنة المنزوعة السلاح بالالتزامات الأمنية المتفق عليها في 29 حزيران/يونيه و30 تموز/يوليه.

## روابط خارجية
- النص الكامل لقرار مجلس الأمن رقم 2024